# مدار ۴۸ درجه شمالی
مدار ۴۸ درجه شمالی، دایره‌ای از عرض جغرافیایی است که در ۴۸ درجهٔ شمالی خط استوا  قرار دارد.

## گذر از مناطق
از نصف‌النهار مبدأ شروع می‌شود و به سمت مشرق ۴۸ درجه شمالی از موارد زیر گذر می‌کند:
| مختصات‌ها                                             | کشور، قلمرو یا دریا | توضیحات |
| ---------------------------------------------------- | ------------------- | --- |
| ۴۸°۰′ شمالی ۰°۰′ شرقی / ۴۸٫۰۰۰°شمالی ۰٫۰۰۰°شرقی      | فرانسه              | |
| ۴۸°۰′ شمالی ۷°۳۶′ شرقی / ۴۸٫۰۰۰°شمالی ۷٫۶۰۰°شرقی     | آلمان               | بادن-وورتمبرگ - passing through فرایبورگ, less than 1&nbsp;km north of the city centre بایرن - passing through Lake Ammer, and گذرکردن از جنوب مونیخ |
| ۴۸°۰′ شمالی ۱۲°۵۲′ شرقی / ۴۸٫۰۰۰°شمالی ۱۲٫۸۶۷°شرقی   | اتریش               | |
| ۴۸°۰′ شمالی ۱۷°۹′ شرقی / ۴۸٫۰۰۰°شمالی ۱۷٫۱۵۰°شرقی    | مجارستان            | حدود 8&nbsp;km |
| ۴۸°۰′ شمالی ۱۷°۱۶′ شرقی / ۴۸٫۰۰۰°شمالی ۱۷٫۲۶۷°شرقی   | اسلواکی             | |
| ۴۸°۰′ شمالی ۱۸°۴۹′ شرقی / ۴۸٫۰۰۰°شمالی ۱۸٫۸۱۷°شرقی   | مجارستان            | |
| ۴۸°۰′ شمالی ۲۲°۵۱′ شرقی / ۴۸٫۰۰۰°شمالی ۲۲٫۸۵۰°شرقی   | اوکراین             | حدود 6&nbsp;km |
| ۴۸°۰′ شمالی ۲۲°۵۶′ شرقی / ۴۸٫۰۰۰°شمالی ۲۲٫۹۳۳°شرقی   | رومانی              | حدود 4&nbsp;km |
| ۴۸°۰′ شمالی ۲۳°۰′ شرقی / ۴۸٫۰۰۰°شمالی ۲۳٫۰۰۰°شرقی    | اوکراین             | حدود 4&nbsp;km |
| ۴۸°۰′ شمالی ۲۳°۳′ شرقی / ۴۸٫۰۰۰°شمالی ۲۳٫۰۵۰°شرقی    | رومانی              | |
| ۴۸°۰′ شمالی ۲۳°۲۴′ شرقی / ۴۸٫۰۰۰°شمالی ۲۳٫۴۰۰°شرقی   | اوکراین             | |
| ۴۸°۰′ شمالی ۲۶°۱۱′ شرقی / ۴۸٫۰۰۰°شمالی ۲۶٫۱۸۳°شرقی   | رومانی              | |
| ۴۸°۰′ شمالی ۲۷°۸′ شرقی / ۴۸٫۰۰۰°شمالی ۲۷٫۱۳۳°شرقی    | مولدووا             | Passing through ترنسنیستریا |
| ۴۸°۰′ شمالی ۲۸°۵۴′ شرقی / ۴۸٫۰۰۰°شمالی ۲۸٫۹۰۰°شرقی   | اوکراین             | |
| ۴۸°۰′ شمالی ۳۹°۴۸′ شرقی / ۴۸٫۰۰۰°شمالی ۳۹٫۸۰۰°شرقی   | روسیه               | استان روستوف استان ولگوگراد قالموقستان استان آستراخان |
| ۴۸°۰′ شمالی ۴۷°۱′ شرقی / ۴۸٫۰۰۰°شمالی ۴۷٫۰۱۷°شرقی    | قزاقستان            | |
| ۴۸°۰′ شمالی ۸۵°۳۴′ شرقی / ۴۸٫۰۰۰°شمالی ۸۵٫۵۶۷°شرقی   | چین                 | سین‌کیانگ |
| ۴۸°۰′ شمالی ۸۹°۲′ شرقی / ۴۸٫۰۰۰°شمالی ۸۹٫۰۳۳°شرقی    | مغولستان            | |
| ۴۸°۰′ شمالی ۸۹°۱۷′ شرقی / ۴۸٫۰۰۰°شمالی ۸۹٫۲۸۳°شرقی   | چین                 | سین‌کیانگ |
| ۴۸°۰′ شمالی ۸۹°۳۵′ شرقی / ۴۸٫۰۰۰°شمالی ۸۹٫۵۸۳°شرقی   | مغولستان            | گذرکردن از شمال اولان‌باتور |
| ۴۸°۰′ شمالی ۱۱۵°۳۰′ شرقی / ۴۸٫۰۰۰°شمالی ۱۱۵٫۵۰۰°شرقی | چین                 | مغولستان داخلی |
| ۴۸°۰′ شمالی ۱۱۷°۴۷′ شرقی / ۴۸٫۰۰۰°شمالی ۱۱۷٫۷۸۳°شرقی | مغولستان            | |
| ۴۸°۰′ شمالی ۱۱۸°۲۸′ شرقی / ۴۸٫۰۰۰°شمالی ۱۱۸٫۴۶۷°شرقی | چین                 | مغولستان داخلی هیلونگ‌جیانگ |
| ۴۸°۰′ شمالی ۱۳۰°۴۴′ شرقی / ۴۸٫۰۰۰°شمالی ۱۳۰٫۷۳۳°شرقی | روسیه               | استان خودگردان یهودی |
| ۴۸°۰′ شمالی ۱۳۲°۵۲′ شرقی / ۴۸٫۰۰۰°شمالی ۱۳۲٫۸۶۷°شرقی | چین                 | هیلونگ‌جیانگ |
| ۴۸°۰′ شمالی ۱۳۴°۳۳′ شرقی / ۴۸٫۰۰۰°شمالی ۱۳۴٫۵۵۰°شرقی | روسیه               | سرزمین خاباروفسک سرزمین پریمورسکی سرزمین خاباروفسک |
| ۴۸°۰′ شمالی ۱۳۹°۳۳′ شرقی / ۴۸٫۰۰۰°شمالی ۱۳۹٫۵۵۰°شرقی | تنگه تاتار          | |
| ۴۸°۰′ شمالی ۱۴۲°۱۲′ شرقی / ۴۸٫۰۰۰°شمالی ۱۴۲٫۲۰۰°شرقی | روسیه               | جزیرهٔ ساخالین |
| ۴۸°۰′ شمالی ۱۴۲°۳۲′ شرقی / ۴۸٫۰۰۰°شمالی ۱۴۲٫۵۳۳°شرقی | دریای اختسک         | Passing between the جزیرهٔ Rasshua و Ushishir in روسیه's جزایر کوریل chain |
| ۴۸°۰′ شمالی ۱۵۳°۱۰′ شرقی / ۴۸٫۰۰۰°شمالی ۱۵۳٫۱۶۷°شرقی | اقیانوس آرام        | |
| ۴۸°۰′ شمالی ۱۲۴°۴۱′ غربی / ۴۸٫۰۰۰°شمالی ۱۲۴٫۶۸۳°غربی | ایالات متحده آمریکا | ایالت واشینگتن - شبه‌جزیره المپیک (mainland), Whidbey Island, and the mainland آیداهو مونتانا داکوتای شمالی مینه‌سوتا |
| ۴۸°۰′ شمالی ۸۹°۵۶′ غربی / ۴۸٫۰۰۰°شمالی ۸۹٫۹۳۳°غربی   | کانادا              | انتاریو - حدود 7&nbsp;km |
| ۴۸°۰′ شمالی ۸۹°۵۰′ غربی / ۴۸٫۰۰۰°شمالی ۸۹٫۸۳۳°غربی   | ایالات متحده آمریکا | مینه‌سوتا |
| ۴۸°۰′ شمالی ۸۹°۳۵′ غربی / ۴۸٫۰۰۰°شمالی ۸۹٫۵۸۳°غربی   | کانادا              | انتاریو - حدود 2&nbsp;km |
| ۴۸°۰′ شمالی ۸۹°۳۴′ غربی / ۴۸٫۰۰۰°شمالی ۸۹٫۵۶۷°غربی   | دریاچه سوپریور      | |
| ۴۸°۰′ شمالی ۸۸°۵۹′ غربی / ۴۸٫۰۰۰°شمالی ۸۸٫۹۸۳°غربی   | ایالات متحده آمریکا | میشیگان - Isle Royale |
| ۴۸°۰′ شمالی ۸۸°۴۱′ غربی / ۴۸٫۰۰۰°شمالی ۸۸٫۶۸۳°غربی   | دریاچه سوپریور      | |
| ۴۸°۰′ شمالی ۸۵°۵۴′ غربی / ۴۸٫۰۰۰°شمالی ۸۵٫۹۰۰°غربی   | کانادا              | انتاریو کبک |
| ۴۸°۰′ شمالی ۶۹°۴۷′ غربی / ۴۸٫۰۰۰°شمالی ۶۹٫۷۸۳°غربی   | سن لوران            | |
| ۴۸°۰′ شمالی ۶۹°۳۰′ غربی / ۴۸٫۰۰۰°شمالی ۶۹٫۵۰۰°غربی   | کانادا              | کبک - Île Verte and mainland کبک / نیوبرانزویک border کبک نیوبرانزویک |
| ۴۸°۰′ شمالی ۶۶°۱۹′ غربی / ۴۸٫۰۰۰°شمالی ۶۶٫۳۱۷°غربی   | Baie des Chaleurs   | Just passing south of the Gaspé Peninsula, کبک, کانادا |
| ۴۸°۰′ شمالی ۶۴°۳۳′ غربی / ۴۸٫۰۰۰°شمالی ۶۴٫۵۵۰°غربی   | کانادا              | نیوبرانزویک - Miscou Island |
| ۴۸°۰′ شمالی ۶۴°۲۹′ غربی / ۴۸٫۰۰۰°شمالی ۶۴٫۴۸۳°غربی   | خلیج سنت لورنس      | |
| ۴۸°۰′ شمالی ۵۹°۱۷′ غربی / ۴۸٫۰۰۰°شمالی ۵۹٫۲۸۳°غربی   | کانادا              | نیوفاندلند و لابرادور - جزیرهٔ نیوفاندلند (جزیره). From west to east enters the island near the Anguille Mountains then passes near the community of North Branch. Further east it passes 1&nbsp;km north of the Bay d'Espoir Generating Station, and through the community of Queen's Cove . |
| ۴۸°۰′ شمالی ۵۳°۳۹′ غربی / ۴۸٫۰۰۰°شمالی ۵۳٫۶۵۰°غربی   | Trinity Bay         | |
| ۴۸°۰′ شمالی ۵۳°۱۹′ غربی / ۴۸٫۰۰۰°شمالی ۵۳٫۳۱۷°غربی   | کانادا              | نیوفاندلند و لابرادور - Bay de Verde Peninsula, جزیرهٔ نیوفاندلند (جزیره) (from Hants Harbour to Lower Island Cove ) |
| ۴۸°۰′ شمالی ۵۲°۵۹′ غربی / ۴۸٫۰۰۰°شمالی ۵۲٫۹۸۳°غربی   | اقیانوس اطلس        | |
| ۴۸°۰′ شمالی ۴°۳۰′ غربی / ۴۸٫۰۰۰°شمالی ۴٫۵۰۰°غربی     | فرانسه              | |